# Distribució relativista de Breit-Wigner
La distribució relativista de Breit-Wigner (segons la fórmula de ressonància nuclear de 1936 de Gregory Breit i Eugene Wigner) és una distribució de probabilitat contínua amb la següent funció de densitat de probabilitat,
{\displaystyle f(E)={\frac {k}{\left(E^{2}-M^{2}\right)^{2}+M^{2}\Gamma ^{2}}}~,}

Gràfic d'una corba de Lorentz.

on k és una constant de proporcionalitat, igual a
{\displaystyle k={\frac {2{\sqrt {2}}M\Gamma \gamma }{\pi {\sqrt {M^{2}+\gamma }}}}~~~~} amb {\displaystyle ~~~~\gamma ={\sqrt {M^{2}\left(M^{2}+\Gamma ^{2}\right)}}~.}
(Aquesta equació aquí sobre és escrita utilitzant unitats naturals, ħ = c = 1)
S'utilitza més sovint per modelar ressonàncies (partícules inestables) en física d'altes energies. En aquest cas, E és l'energia del centre de massa que produeix la ressonància, M és la massa de la ressonància i Γ és l'amplada de la ressonància (o amplada de decaïment), relacionada amb la seva vida mitjana segons τ = 1/Γ. (Amb unitats incloses, la fórmula és τ = ħ/Γ).

## Ús
La probabilitat de produir la ressonància a una energia donada E és proporcional a f (E), de manera que un gràfic de la velocitat de producció de la partícula inestable en funció de l'energia traça la forma de la distribució relativista de Breit-Wigner. Tingueu en compte que per als valors de E des del màxim a M tal que |E2 − M2| = MΓ, (per tant |E − M| = Γ/2 per M ≫ Γ), la distribució f s'ha atenuat a la meitat del seu valor màxim, la qual cosa justifica el nom de Γ, amplada total a la meitat del màxim.
En el límit d'amplada nul·la, Γ→0, la partícula es torna estable i la distribució Lorentziana f s'afina infinitament fins a 2Mδ(E2 − M2).